# Ахунова, Инобат Нурахуновна
Инобат Нурахуновна Ахунова — советский хозяйственный, государственный и политический деятель.

## Биография
Родилась в 1941 году в Джизакской области. Узбечка. Член КПСС с 1963 года.
С 1958 года — на хозяйственной, общественной и политической работе. В 1958—1973 гг. — помощник бухгалтера колхоза имени Кирова, бригадир хлопководческой бригады совхоза имени Титова Ильичевского района. С 1973 года директор совхоза «Узбекистан» Мирзачульского района Джизакской области.
Депутат Совета Национальностей Верховного Совета СССР 9-го созыва (1974—1979) от Джизакского избирательного округа № 103 Узбекской ССР, член Комиссии по торговле, бытовому обслуживанию и коммунальному хозяйству Совета Национальностей. Депутат Верховного Совета Узбекской ССР 10-го созыва.
Живёт в Мирзачульском районе.